# Крака
Крака — река в России, протекает в Учалинском районе Республике Башкортостан. Впадает в реку Шагарка, являющуюся притоком реки Миндяк. Длина реки составляет 12 км.

## Данные водного реестра
По данным государственного водного реестра России относится к Уральскому бассейновому округу, водохозяйственный участок реки — Урал от истока до Верхнеуральского гидроузла. Речной бассейн реки — Урал (российская часть бассейна).
Код объекта в государственном водном реестре — 12010000112112200001511.